# Repugnant
Repugnant (frz. und engl. ‚abscheulich‘) war eine schwedische Death-Metal-Band. Bandgründer und einziges permanentes Mitglied der Band war Tobias Forge alias Mary Goore. Ihr einziges Studioalbum Epitome of Darkness wird mittlerweile als Klassiker des Genres bezeichnet, obwohl es erst zwei Jahre nach der Auflösung der Band erschien.

## Geschichte
Tobias Forge gründete die Band im Jahr 1998, als er 17 Jahre alt war. Repugnant veröffentlichte noch im Gründungsjahr eine Demoaufnahme sowie ein Jahr später die EP Hecatomb. Im Jahr 2000 wurde ein Vertrag mit dem niederländischen Plattenlabel Hammerheart Records unterzeichnet, der jedoch aufgrund der instabilen Besetzung der Band und der dadurch verzögerten Aufnahme des geplanten Debütalbums wieder gelöst wurde. Stattdessen veröffentlichte die Band eine weitere Demoaufnahme in Eigenregie, was zu einem Vertrag mit dem Label Soulseller Records führte, das ebenfalls in den Niederlanden beheimatet ist. Erneute Verzögerungen bei der Aufnahme des Albums führten dann im Frühjahr 2004 nach einer Tour mit Macabre zur Auflösung der Band, Epitome of Darkness erschien erst zwei Jahre später.
Den Anstoß zur Wiedervereinigung der Band gab der Sänger und Bassist der schwedischen Black-Metal-Band Watain, Erik Danielsson, der Repugnant als Vorgruppe bei einem Konzert zum zehnjährigen Bestehen seiner Band im Jahr 2008 auswählte. Dieses Angebot musste Forge aufgrund fehlenden Interesses beziehungsweise anderweitiger musikalischer Verpflichtungen seiner ehemaligen Mitmusiker ausschlagen.

„Das erste Mal seit Jahren spürte ich wieder diesen Hunger. Ich vermisste nicht nur Death Metal im Allgemeinen zu spielen, sondern speziell die Musik von Repugnant.“

Forge begann eine neue Besetzung zusammenzustellen und fragte zuerst bei Erik Danielsson nach, der jedoch mit seiner Band Watain zu sehr ausgelastet war. Danielsson empfahl ihm stattdessen Adam Zaars (Enforcer, Tribulation), der Forge seinerseits Gottfrid Åhman (Katalysator/Invidious, In Solitude) und Emil Svensson (Degial) vorstellte. Das erste Konzert in neuer Besetzung gab Repugnant im Juni 2010 auf dem Armageddon Festival in London. Auftritte auf dem Hell’s-Pleasure-Festival in Pößneck, dem Hole-in-the-Sky-Festival in Bergen, und dem Eindhoven Metal Meeting folgten ebenso wie Auftritte als Vorband von Watain in Schweden und Finnland. Im Mai 2011 spielte Repugnant auf dem Maryland Deathfest in Baltimore.
Nachdem Forge sich als Frontmann der weitaus erfolgreicheren Band Ghost zu erkennen gegeben hatte, schloss er im Jahr 2018 eine erneute Wiedervereinigung von Repugnant aus.

## Diskografie
- 1998: Spawn of Pure Malevolence (Demoaufnahme)
- 1999: Hecatomb (EP, To the Death Records)
- 2001: Draped in Cerecloth (Demoaufnahme)
- 2002: Dunkel Besatthet (Split mit Pentacle, To the Death Records)
- 2004: Premature Burial (EP, Soulseller Records)
- 2004: Live in Stockholm 21.03.2003 (Live-Split mit Kaamos, Escorbuto Records)
- 2006: Epitome of Darkness (Soulseller Records)

## Stil
Repugnant spielten Death Metal, der sich an Bands wie Venom und Celtic Frost anlehnt, und klanglich an schwedische Bands wie Dismember und Entombed erinnert. Tobias Forge nannte neben Metal-Bands auch Pink Floyd, The Beatles und The Doors als persönliche Einflüsse. Nach der Auflösung von Repugnant spielte er solo und in einer Band Psychedelic- und Pop-Musik im Stil der 1960er-Jahre.

## Pseudonyme
Mit Ausnahme von Karl Envall traten alle Mitglieder der Band unter Pseudonymen auf, auch wenn dieselben Musiker dies in Diensten anderer Bands zum Großteil nicht tun. Einige dieser Künstlernamen spielen dabei auf bekannte Musiker an, darunter Gary Moore, Carlos Santana, Roy Orbison und Tom Jones. Der Name Sid E. Burns hingegen ist eine Anspielung an die im englischen als sideburns bezeichneten Koteletten.